# ظافر القاسمي
ظافر القاسمي (1331- 1404هـ / 1913- 1984م) أديب مؤرخ وكاتب وحقوقي قانوني خبير، ونقيب المحامين في سوريا، وهو ابن العلامة الإصلاحي الشيخ جمال الدين القاسمي، ألَّف باللغتين العربية والفرنسية.

## ولادته ودراسته
ولد محمد ظافر بن محمد جمال الدين بن محمد سعيد بن قاسم القاسمي في دمشق يوم الخميس غُرَّة صفر 1331هـ الموافق 8 يناير 1913م، ويرجع في نسبه إلى الإمام الحسن بن علي بن أبي طالب.   
توفي والدُه وله من العمر سنة وثلاثة أشهر، فتربى في كنف عمِّه الشيخ قاسم القاسمي وأخيه الشيخ ضياء الدين.  
درس علوم الشريعة على عدد من العلماء منهم عمه الشيخ قاسم، وتلميذا أبيه الشيخ حامد التقي والشيخ محمد بهجة البَيطار. ودرس في المدرسة السُّلطانية مكتب عنبر على أيدي أساطين العلم في عصره، ومنها حصل على الشهادة الثانوية. ثم انتسب إلى معهد الحقوق بالجامعة السورية الذي غدا فيما بعد كلية الحقوق بجامعة دمشق، وتخرج فيها عام 1936م، ثم اتجه إلى تعلم اللغة الفرنسية ودراستها حتى أتقنها وبرع فيها كأبنائها.

## عمله ووظائفه
بدأ ممارسة المحاماة متدرِّبًا في مكتب الأستاذ صبري العسلي (الذي صار رئيسًا للوزراء)، ثم أصبح فيما بعد شريكًا له في المكتب حتى سنة 1965م، وامتدَّت ممارسته للمحاماة ثلاثين سنة، وانتُخِبَ نقيبًا للمحامين بدمشق سنة 1953م، ثم انتُخِب نائبًا لرئيس منظمة المحامين الدَّولية عام 1964م، وعضوًا مراسلًا للجمعية الدَّولية للعلوم التاريخية.
أسس (مكتب النشر العربي) للطباعة والنشر، مع زميليه المحاميين داود التكريتي وعصام الإنكليزي (الذي صار مديرًا للبروتوكول في القصر الجمهوري)، ومما نشره المكتب: كتابُ أبيه الشيخ جمال الدين (قواعد التحديث)، وكتاب تلميذ أبيه الشيخ محمد بهجة البَيطار (الثقافتان الصفراء والبيضاء)، وكتاب طه حسين (الحياة الأدبية في جزيرة العرب)، ولكنَّهم اضطرُّوا إلى إغلاقه في بداية الحرب العالمية الثانية عام 1939م؛ بسبب الارتفاع الكبير في أسعار الورق والرقابة الصارمة التي فرضتها سلطة الانتداب الفرنسي على جميع المطبوعات السورية.  
انتسب إلى الكتلة الوطنية المناهضة لحكم الانتداب الفرنسي في سورية، وبعد الجلاء كان أحدَ مؤسسي الحزب الوطني مع صديقه وشريكه صبري العسلي. وقاد اعتصامًا كبيرًا ضد رئيس الجمهورية أديب الشيشكلي، احتجاجًا على تجاوز الدستور والحريات العامة، مما أدى إلى اعتقاله. وقد زُجَّ به في سجن المزة. واعتقل معه في زنزانة واحدة: شاكر العاص من حزب الشعب، وصلاح الدين البيطار من حزب البعث. رشَّح نفسه للانتخابات النيابية عام 1960م، ولم ينجح.
غادر سورية عام 1963م ليعمل في المملكة العربية السعودية مستشارًا قانونيًّا لوزارة التجارة والصناعة، ثم أقام في بيروت عام 1967م مدرِّسًا العلوم العربية والحضارة الإسلامية في كلية التربية وكلية الآداب في الجامعة اللبنانية، إلى جانب عمله مستشارًا قانونيًّا لدى بعض المؤسسات الاقتصادية الكبيرة. ودرَّس الحقوق أيضًا في جامعة دمشق والجامعة الأردنِّية.
وعندما اندلعت الحرب الأهلية اللبنانية عام 1975م مضى إلى العاصمة الفرنسية باريس، واستقرَّ فيها أستاذًا للأدب العربي والحضارة الإسلامية في جامعة باريس، حتى وفاته.

## شيوخه وأساتذته
- عمه الشيخ قاسم القاسمي (قرأ عليه في النحو)
- الشيخ حامد التقي (قرأ عليه في الفقه)
- الشيخ محمد بهجة البَيطار (قرأ عليه في التوحيد والحديث)
- الشيخ محمد الداودي
- الشيخ عبد القادر المبارك
- الأستاذ محمد سليم الجندي
- الأستاذ محمد البِزِم

## صفاته وشمائله
وصفه الشيخ علي الطنطاوي بقوله: "ظافر القاسمي من نقباء الصناعتين: صناعة المحاماة وصناعة البيان، ومن بلغاء اللسانين: لسان العرب ولسان الفرنسيين، وهو من الأعلام الذين يُستدَلُّ بهم ولا يُدَلُّ عليهم".
وقال عنه الأستاذ عاصم بهجة البَيطار: "كان ظافر القاسمي يؤمن أن فصاحة المحامي وبلاغة عبارته، وعلوَّ أسلوبه تُدني منه أسباب النجاح في قضاياه، ولذا كان يُكثر من القراءة في كتب الأدب الشهيرة، ويخالط كبار البلغاء في تراثنا، فصحَّ كلامُه، وسَما بيانُه، ونمت قدرته على الخوض في كل ميدان من ميادين الفكر والمعرفة... فعرفته الإذاعات وقنوات التلفاز العربية محدثًا بارعًا، يأسر المستمعين بسهولة وصوله إلى غرضه، وجمال إشاراته، على عُمق في الفكرة، وتنوع في الأغراض".
وذكره الأستاذ وجيه بيضون صاحب دار ابن زيدون بدمشق في كتابه (بين الصناديق خمسون عامًا في رحاب المطابع ومع أهل الفكر) قائلًا: "ظافر القاسمي أحد قلائلَ ممن استجمعوا إليهم براعة الوصف مع أناقة اللفظ، وجمال الترسُّل مع جلال المعنى، وسداد المنطق مع ألمعية الذهن. هذا إلى سلاسة في الأسلوب والسرد، يتخللهما الصدق في الشعور وإشعاع الروح".

## كتبه وآثاره
1. (توحيد التشريع في البلاد العربية) مصر 1961م.
2. (مكتب عنبر: صور وذكريات من حياتنا الثقافية والسياسية والاجتماعية) دار العلم للملايين ببيروت 1964م، قدم له الشيخ علي الطنطاوي.
3. (فصول في اللغة والأدب) دار الكتاب الجديد ببيروت 1964م.
4. (مساهمة الطبقات الشعبية في الحركات الوطنية التي أدَّت إلى الاستقلال) باللغة الفرنسية، 1964م.
5. (وثائق جديدة عن الثورة السورية الكبرى 1925- 1927م) دار الكتاب الجديد ببيروت 1965م.[10]
6. (جمال الدين القاسمي وعصره) مكتبة أطلس بدمشق 1966م.
7. (الهجرة من سورية وإليها منذ أواخر القرن الثامن عشر حتى اليوم) باللغة الفرنسية، 1974م.
8. (نظام الحُكم في الشريعة والتاريخ الإسلامي، الحياة الدستورية) دار النفائس ببيروت 1977م. وكان يخطط إلى أن يتبعه بأجزاء أخرى فالثاني في السلطة القضائية، والثالث في الحياة العسكرية، والرابع في الحياة المالية والاقتصادية، والخامس في شؤون الدواوين، وقد تتبعها أجزاء أخرى في مواضيع جديدة؛ أشار إلى ذلك مؤلفه في خاتمة مقدمة الطبعة الثانية. وقد طبع منها الجزء الثاني.
9. (نظام الحُكم في الشريعة والتاريخ الإسلامي، السُّلطة القضائية) دار النفائس ببيروت 1977م.
10. (غزل من الصحراء: يزيد بن الطثرية) دار النفائس ببيروت 1978م.
11. (نظرات في الشعر الإسلامي والأموي) دار النفائس ببيروت 1978م.
12. (الحياة الاجتماعية عند العرب) دار النفائس ببيروت 1978م. وهو مستخلص من كتاب الأغاني لأبي الفرج الأصفهاني؛ أشار إلى ذلك مؤلفه في الصفحة 7.
13. (الجهاد والحقوق الدَّولية العامة في الإسلام) دار العلم للملايين ببيروت 1982م.
14. (قاموس الصناعات الشامية) أو (بدائع الغُرَف في الصناعات والحِرَف)، تحقيق، وهو من تأليف جدِّه الشيخ محمد سعيد القاسمي، لكنه توفي قبل إتمامه فأتمَّه ولده الشيخ جمال الدين القاسمي وصهره خليل العظم، وقدَّم له المستشرق الفرنسي لويس ماسينيون، وخرَّج الأحاديث الواردة فيه باختصار وإيجاز الشيخان محمد بهجة البَيطار ومحمد ناصر الدين الألباني. طبع في باريس في جزأين 1960م.

ونشر عددًا كبيرًا من البحوث والمقالات في المجلات العربية، ومنها: مجلة الأديب، ومجلة العربي، ومجلة الفيصل، والمجلة العربية، ومجلة الخفجي، ومجلة المعرفة.

## برامج تلفازية
قدَّم الأستاذ ظافر مئات الندَوات الأدبية والثقافية التلفازية، سجَّلها في عمَّان ولبنان والإمارات، عُرضَت على شاشات بعض القنوات الخليجية والعربية، وكان هو من يختار موضوعاتها ويدير النقاش فيها، وقد استضاف كبار المثقفين في الأدب والفكر، يخوضون في كل ميدان من ميادين العلم، ويتحدثون عن الأدب والأدباء، والكتب والمؤلفين، وقضايا الدين والدنيا، من أمثال: الدكتور عمر فروخ، والدكتور شكري فيصل، والدكتور عبد الكريم الأشتر، والدكتور مازن المبارك، والأستاذ عاصم البَيطار، والدكتورة أمينة البيطار، والدكتورة عزيزة مريدن.

## وفاته
توفي في باريس فجأة إثر أزمة قلبية حادَّة، عصر يوم الجمعة 6 جُمادى الآخرة عام 1404هـ الموافق 8 مارس 1984م، ونُقِلَ جثمانه إلى دمشق إنفاذًا لوصيته، ودُفن في مدافن أسرته في مقبرة الباب الصغير.

## وصلات خارجية
- "الموسوعة الدمشقية: ظافر القاسمي نقيب محامين دمشق في الخمسينيات". مؤرشف من الأصل في 2023-10-01.